# ホレたぜ!乾杯
「ホレたぜ！乾杯」は、近藤真彦の8作目のシングルレコード。
1982年9月30日に発売された。発売元はRVC。

## 概要
表題曲は前奏がなく、いきなり歌い出しとなる。テレビで歌うときには、曲の頭に短いイントロがあった。
歌番組で歌唱時、最初はハンドマイクだが、間奏でステージ下（もしくは横）からスタッフがマイクスタンドを近藤に渡し、間奏以降はマイクスタンドを使用して歌う演出もあった。
「ザ・ベストテン」など歌番組で当曲を歌う際は、ひとつキーを下げて歌うことが多かった。
1983年大晦日に生放送の、TBSテレビ系列『第24回日本レコード大賞』では、本楽曲でゴールデン・アイドル賞を受賞した。
さらに、同日生放送番組『第33回NHK紅白歌合戦』にも、当曲で2年連続2回目の出場となった。

カップリング曲名は、近藤のレギュラーラジオ番組タイトルにも使用された。

## 収録曲
- 両楽曲共に、作曲：筒美京平

1. ホレたぜ!乾杯
作詞：松本隆／編曲：後藤次利
2. カモン・ロッキンロード
作詞：伊達歩／編曲：筒美京平